# Förlorade själar
Förlorade själar är en roman av Ian Rankin, utgiven i Storbritannien år 1999. Engelska originalets titel är Dead Souls, vilket anspelar på Nikolaj Gogols roman Döda själar samt på en låt med namnet Dead souls av Joy Division. Mark Beal översatte romanen till svenska 2001. Romanen är den tionde i serien om kommissarie Rebus.

## Handling
Kommissarie Rebus är fortfarande något ur balans efter dottern Sammys trafikolycka och kollegan Jack Mortons död men får trots det ägna sig åt fyra olikartade händelser i denna roman. En av Rebus kollegor, den lovande unge Jim Margolies, tar sitt liv utan förklaring. Rebus forskar i möjliga orsaker till den desperata handlingen. Darrell Rough, en tidigare dömd pedofil, får (delvis genom Rebus) ovälkommen uppmärksamhet i pressen och Rebus befinner sig i den märkliga situationen att man måste skydda Rough från en lynchmobb i dennes grannlag. I bakgrunden finns även den pågående rättegången mot de män som en gång förgrep sig på pedofilen Rough då han själv var barn. Sonen till två av Rebus gamla skolkamrater, nu gifta med varandra, försvinner och han ombeds göra en halvofficiell utredning. I samband med detta får läsaren även intressanta skildringar av Rebus ungdomstid. Slutligen släpps den i USA fängslade skotten Cary Oakes och återvänder till Edinburgh. Oakes är en psykopat som dömts för flera mord och tillsammans med den pensionerade polisen Alan Archibald försöker Rebus hålla jämna steg med en man som snart blir en plåga för stadens polis. Rebus har även god hjälp av kollegor som Siobhan Clarke och Bill Pryde samt i viss mån av journalisten Jim Stevens, som sluter ett olyckligt avtal med Oakes om att publicera dennes story. I romanen förekommer även läkaren Patience Aitken, som Rebus inlett någon form av förhållande med. Patience, som sannerligen gör skäl för sitt namn (tålamod) är överseende med såväl Rebus hårda arbetstempo som hans hårda dryckesvanor.